# 리화 (가수)
리화(본명: 이지숙)은 대한민국의 가수이다.

## 학력
- 용인대학교 대학원 체육학과, 무용학과 졸업
- 세종대학교 대학원

## 경력
- 1979년 KBS 합창단

## 데뷔
- 1978년 1집 앨범 "사랑하면서"

## 음반
- 2016년 행복한 킬러
- 2009년 날 믿어봐
- 2005년 아자 / 날 믿어봐
- 2002년 떠나가지마 / 날개 젖은 사랑
- 1997년 풀잎사랑
- 1978년 사랑하면서